# 悬果堇菜
悬果堇菜（学名：Viola pendulicarpa）为堇菜科堇菜属的植物，为中国的特有植物。分布于中国大陆的贵州、云南、四川等地，生长于海拔1,000米的地区，常生于山地林缘和河流两岸阴湿处，目前尚未由人工引种栽培。

## 别名
垂果堇菜（云南种子植物名录）